# Josip Križan
Josip Križan, slovenski matematik, fizik, logik in filozof, * 31. december 1841, Kokoriči pri Križevcih, † 16. julij 1921, Varaždin, Hrvaška.

## Življenje in delo
Po končanem študiju matematike, fizike in filozofije v Gradcu, kjer je leta 1867 diplomiral in leta 1869 doktoriral, je bil gimnazijski profesor, večinoma v Varaždinu. Pomemben je tudi za slovensko psihologijo, saj je leta 1885 izdal knjigo Nauk o čustvima v hrvaškem jeziku. V Popotniku pa je leta 1886 izhajalo delo Logika, ki je izšlo v knjižni obliki leta 1887 v Mariboru. Ta knjiga je prvi slovenski učbenik logike, ki je terminološko primerljiv s tedanjimi nemško pisanimi učbeniki te stroke. Sestavljen je iz 2. delov, ki ustrezata tradicionalno pojmovani logiki, in sicer iz t. i. formalne logike z nauki o sodbah, pojmu in sklepanju ter iz metodologije z nauki o razlaganju, razdeljevanju, dokazu in metodi. Nekatere terminološke rešitve so se obržale.
Objavljal je tudi zanimiva poglavja iz astronomije v Ljubljanskem zvonu in Domu in svetu.